# Војњич
Војњич (пољ. Wojnicz) је град у Пољској у Војводству Малопољском у Повјату тарновском. Према попису становништва из 2011. у граду је живело 3.386 становника.
.

## Демографија
| 2011. | 2012. |
| ----- | ----- |
| 3.386 | 3.428 |